# Constantin Dracsin
Constantin Dracsin (n. 20 iulie 1940, Draxini, Bălușeni – d. 1999) este un poet și grafician român. 

## Biografie
- Constantin Dracsin s-a născut la 20 iulie 1940, Bălușeni,  jud. Botoșani. A fost un autodidact. Toată viața, datorită unei boli necruțătoare, nu a putut să-și folosească mâinile. A scris și a pictat cu ajutorul gurii și al dinților.
- A avut numeroase expoziții personale în Botoșani (1985, 1987, 1988, 1989, 1992, 1999), Iași (1988), București (1991), Essen, Germania (1991) și Olanda (1993). Prezent în colecții particulare din țară și străinătate. O expoziție permanentă cu lucrările artistului se află amenajată în holul teatrului "Mihai Eminescu" din Botoșani.

## In memoriam
- În perioada 21-27 mai 2007, la Școala nr. 8 Elena Rareș  în cadrul "Zilelor școlii", la inițativa poetului Petruț Pârvescu, a bibliotecarei Mariana Bordianu și a profesorilor de limba și literatura română,  s-a  atribuit bibliotecii școlii numele poetului și artistului Constantin Dracsin . Cu această ocazie s-a inaugurat concursul de poezie pentru elevi  "Constantin Dracsin" și întâlnirile anuale cu scriitorii botoșăneni.

- Scriitorul  Gellu Dorian se ocupă de editarea completă a operei poetice a poetului Constantin Dracsin.
- În perioada 19-25 mai 2008, la Școala nr. 8 "Elena Rareș", Botoșani, în cadrul "Zilelor școlii", la inițativa poetului Petruț Pârvescu, a bibliotecarei Mariana Bordianu și a profesorilor de limba și literatura română, a avut loc concursul de poezie "Constantin Dracsin", ediția a II-a, cu participarea elevilor IV-VIII din județul Botoșani.

- În perioada 18-22 mai 2009, la Școala nr. 8 "Elena Rareș", Botoșani, în cadrul "Zilelor școlii", la inițativa poetului Petruț Pârvescu, a bibliotecarei Mariana Bordianu și a profesorilor de limba și literatura română, va avea loc concursul național de poezie "Constantin Dracsin", ediția a III-a, cu participarea elevilor din clasele IV-VIII.
- In cadrul Complexului Muzeal Botoșani se află o bogată colecție de 134 lucrări de grafică

## Volume de versuri
- Voce de flacără, Botoșani, 1979.
- Singurătatea sâmburelui, Junimea, 1984.
- Lacul Septentrion, Cartea Românească, 1985.
- Zborul, Moldova, 1995.
- Athosul de sub imaginații, Axa, 1995.
- Ochii și omătul cerului, Helicon, 1997.

## Afilieri
- Membru al Uniunii Scriitorilor din România și al Asociației Artiștilor Plastici din București.

## Albume de grafică consacrate artistului
- Valerian Țopa, Graficianul Constantin Dracsin, Geea, 1996.
- Viceslav Popesu-Vavu, Silvia Lazarovici, Calendar comemorativ Constantin Dracsin, Botoșani, 2000.